# Jesuitenkolleg Eichstätt

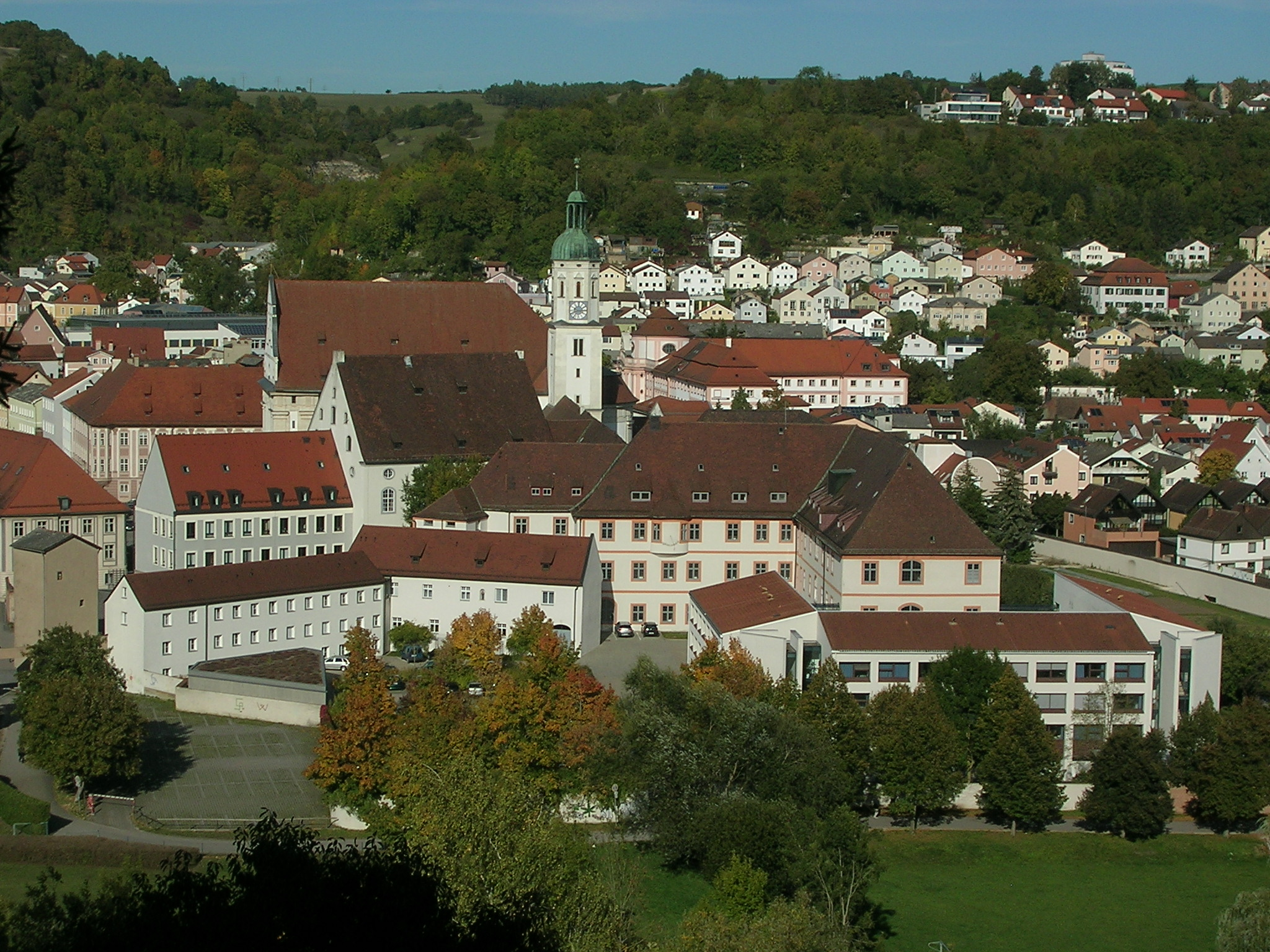
Blick auf das heutige Priesterseminar

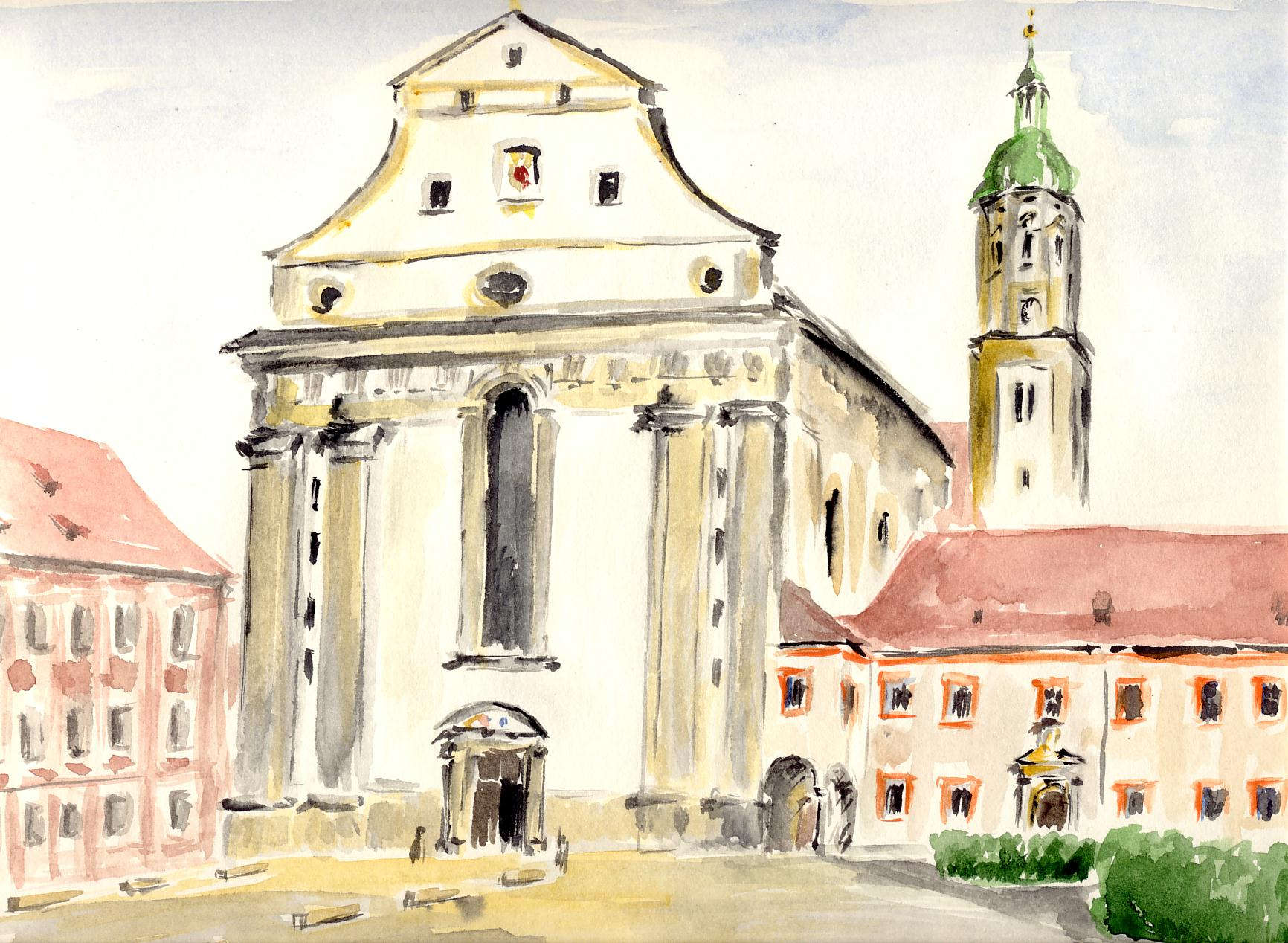
Die Schutzengelkirche am Leonrodplatz in Eichstätt. Aquarell von Siegfried Schieweck-Mauk

Das Jesuitenkolleg Eichstätt in Eichstätt bestand von 1614 bis 1773. Das als Collegium Willibaldinum 1564 gegründete Kolleg wurde 1614 den Jesuiten übergeben, bestand aber auch nach der Auflösung des Jesuitenordens als Seminar weiter und bildete die Keimzelle der Katholischen Universität Eichstätt-Ingolstadt.

## Geschichte
Am 16. November 1564 gründete der Eichstätter Fürstbischof Martin von Schaumberg das Collegium Willibaldinum als erstes Seminar für Priesterbildung nördlich der Alpen. Im Zuge der Katholischen Reform berief Fürstbischof Johann Christoph von Westerstetten (1612–1636) 1614 die Jesuiten nach Eichstätt und ließ ihnen – ob von dem Graubündner Baumeister Hans Alberthal oder/und von dem Jesuitenbruder Jakob Kurrer, ist umstritten – in den Jahren 1617 bis 1620 am Jesuitenplatz, dem heutigen Leonrodplatz, eine geräumige Wandpfeilerkirche mit Tonnengewölbe erbauen. Sie wurde beim Schwedensturm 1634 bis auf die Umfassungsmauern, die Chorwölbung und den 52 Meter hohen Turm zerstört, ebenso wie auch das benachbarte, in Nachfolge des „Collegium Willibaldinum“ 1624 bis 1626 errichtete Jesuitenkolleg. 
Der Abschluss des Wiederaufbaus des Kollegs erfolgte im Jahr 1665. Nach der Auflösung des Jesuitenordens im Jahre 1773 gelang es genau 10 Jahre später Bischof Johann Anton III. von Zehmen das Willibaldinum wieder zu eröffnen, bis es nach der Säkularisation in Bayern 1806 zum Verlust seiner Bedeutung kam. 1838 erfolgte die Wiedereröffnung des Knabenseminars durch Bischof Karl August von Reisach, 1843 die Errichtung eines Lyzeums. 1924 erfolgte die Umwandlung dieses Lyzeums in eine Philosophisch-theologische Hochschule, seit 1980 die Katholische Universität Eichstätt-Ingolstadt.

## Gebäude
Das Jesuitenkollegium mit Schutzengelkirche steht unter Denkmalschutz (Nummer D-1-76-123-96). Der Komplex umfasst:
- Katholische Schutzengel-Kirche (Jesuitenkirche), Wandpfeilerbau mit eingezogenem Chor, Fassade mit geschweiftem Giebel, südlich zurückgesetzter Turm, 1617–1620 wohl von Hans Alberthal erbaut. Nach Brand 1634 bis 1661 (Wiedereinwölbung) wiederaufgebaut durch Frater Oswald Kaiser, Neugestaltung im Innern 1717 mit Rokokostuckierung von Franz de Gabrieli und Fresken von Johann Michael Rosner, Renovierung 1961–1964.
- ehemaliges Jesuitenkollegium, jetzt Bischöfliches Seminar: Komplex des 17. Jahrhunderts, Erweiterungen mit zwei Innenhöfen 1772 und 1930, Neu- und Umbau 1981–1984 durch Karljosef Schattner.